# Cantó de Magny-en-Vexin
El cantó de Magny-en-Vexin és un antic cantó francès del departament de Val-d'Oise, que estava situat al districte de Pontoise. Comptava amb 26 municipis i el cap és Magny-en-Vexin.
Al 2015 va desaparèixer i el seu territori va passar a formar part del nou cantó de Vauréal.

## Municipis
- Aincourt
- Ambleville
- Amenucourt
- Arthies
- Banthelu
- Bray-et-Lû
- Buhy
- Charmont
- Chaussy
- Chérence
- Genainville
- Haute-Isle
- Hodent
- La Chapelle-en-Vexin
- La Roche-Guyon
- Magny-en-Vexin
- Maudétour-en-Vexin
- Montreuil-sur-Epte
- Omerville
- Saint-Clair-sur-Epte
- Saint-Cyr-en-Arthies
- Saint-Gervais
- Vétheuil
- Vienne-en-Arthies
- Villers-en-Arthies
- Wy-dit-Joli-Village

## Història
| Data d'elecció                           | Identitat          | Partit             | Qualitat |
| ---------------------------------------- | ------------------ | ------------------ | -------- |
| 1945-19..                                | Paul Zarifian      | SFIO, després RI   |          |
| 19..-1961                                | Robert Baron       | RGR                |          |
| 1961-1967                                | M. de Magnitot     | Divers droite      |          |
| 1967-1998                                | Gilbert Picard     | RI, després UDF-PR |          |
| 1998-                                    | Jean-Pierre Muller | PS                 |          |
| les dades anteriors no són pas conegudes |                    |                    |          |
|                                          |                    |                    |          |